# Cymatopus barakvikai
Cymatopus barakvikai är en tvåvingeart som beskrevs av Neal L. Evenhuis 2005. Cymatopus barakvikai ingår i släktet Cymatopus och familjen styltflugor.
Artens utbredningsområde är Fiji. Inga underarter finns listade i Catalogue of Life.